# Changesbowie
Changesbowie è un album compilation di David Bowie, pubblicato nel 1990 dall'etichetta discografica Rykodisc negli Stati Uniti e dalla EMI nel Regno Unito come parte di un programma di rimasterizzazione delle canzoni di Bowie, in sostituzione di ChangesOneBowie, l'originale raccolta di successi pubblicata dalla RCA.
In una versione in vinile su doppio LP, pubblicata in contemporanea, vennero inseriti anche altri brani: Starman (dopo Space Oddity), Life on Mars? (dopo The Jean Genie) e Sound and Vision (dopo Golden Years). 
Mentre l'immagine di copertina, rielaborazione di quella di ChangesOneBowie, era stata nel suo insieme bocciata come dilettantesca (giudicata, secondo il critico David Buckley, un collage "taglia e cuci" di infima categoria), la raccolta raggiunse il primo posto in Gran Bretagna, risultando il primo album di Bowie a raggiungere la vetta della classifica sin da Tonight del 1984.

## Tracce
Testi di David Bowie,tranne quando diversamente specificato.
1. Space Oddity – 5:16 – dall'album Space Oddity
2. John, I'm Only Dancing – 2:49 – dal singolo omonimo
3. Changes – 3:36 – da Hunky Dory
4. Ziggy Stardust – 3:13 – da The Rise and Fall of Ziggy Stardust and the Spiders from Mars
5. Suffragette City – 3:28 – da The Rise and Fall of Ziggy Stardust and the Spiders from Mars
6. The Jean Genie – 4:09 – da Aladdin Sane
7. Diamond Dogs – 6:06 – da Diamond Dogs
8. Rebel Rebel – 4:31 – da Diamond Dogs
9. Young Americans – 5:13 – dall'album Young Americans
10. Fame '90 (Gass mix) – 3:40 (testo: Bowie, Lennon, Alomar) – dal remix di Fame
11. Golden Years – 4:01 – da Station to Station
12. Heroes – 3:38 (testo: Bowie, Brian Eno) – dal singolo omonimo
13. Ashes to Ashes – 4:25 – da Scary Monsters (and Super Creeps)
14. Fashion – 4:49 – da Scary Monsters (and Super Creeps)
15. Let's Dance – 4:10 – dall'album Let's Dance
16. China Girl – 4:17 (testo: Bowie, Iggy Pop) – dall'album Let's Dance
17. Modern Love – 3:59 – dall'album Let's Dance
18. Blue Jean – 3:10 – dall'album Tonight

## Formazione
- Robert Aaron - Flauto, Sax tenore
- Carlos Alomar - Chitarra, chitarra ritmica
- Roy Bittan - Pianoforte, rullante
- Trevor Bolder - Basso
- David Bowie - Sintetizzatore, chitarra, compositore, tastiere, sassofono, voce, coro, produttore
- Derek Bramble – Sintetizzatore, basso, chitarra, coro, produttore
- Ava Cherry – Coro
- Andrew Clark - sintetizzatore
- Robin Clark – coro
- Terry Cox - batteria, rullante
- Dennis Davis – percussioni, batteria, rullante
- Gus Dudgeon - produttore
- Brian Duffy - design, fotografia
- Aynsley Dunbar - batteria
- Ashley Dunbar - Rullante
- Steven Elson - flauto, sax baritono, baritono, soprano
- Brian Eno – sintetizzatore, chitarra, tastiere
- Sammy Figueroa - percussioni
- Herbie Flowers - basso
- Ken Fordham - sassofono
- Robert Fripp - chitarra
- Mike Garson - pianoforte, tastiere
- Jon Gass – remixing
- Mac Gollehon - tromba
- Omar Hakim - batteria, rullante
- Chuck Hammer - chitarra
- Stan Harrison - Contralto, flauto, sax tenore
- Eric Stephen Jacobs – Fotografia
- Emir Kassan - basso, batteria
- Andy Kent - Fotografia
- Curtis King - coro
- John Lennon - chitarra, voce

- Ralph MacDonald - percussioni
- Lynn Maitland - coro
- Arif Mardin - sintetizzatore, archi, arrangiamento, conduttore, arrangiamenti col sintetizzatore
- Harry Maslin - produttore
- George Murray - basso
- Tony Newman - batteria, rullante
- Andy Newmark - batteria, rullante
- Hugh Padgham - produttore
- Mark Pender - tromba, flicorno
- Lenny Pickett - clarinetto, sax tenore
- Chris Porter - coro
- Nile Rodgers - chitarra, produttore
- Carmine Rojas - basso
- Mick Ronson - chitarra
- Pablo Rosario - percussioni
- Robert Sabino - tastiere
- Guy St. Onge - Marimba
- David Sanborn - sassofono
- Ken Scott - produttore
- Frank Simms - coro
- Simms George - coro
- Earl Slick - chitarra
- David Spinner - coro
- Luther Vandross - coro
- Stevie Ray Vaughan - chitarra
- Tony Visconti - coro, produttore
- Rick Wakeman - pianoforte
- Brian Ward - Fotografia
- Sukita Ward - Fotografia
- Larry Washington - Conga
- Willie Weeks - basso
- Mick "Woody" Woodmansey - batteria, rullante